# أكومينيت
أكومينيت هو معدن هاليد نادر له الصيغة الكيميائية: SrAlF4 (OH) · (H2O). الاسم مشتق من الكلمة اللاتينية acumen ، والتي تعني «نقطة الرمح». تصنيف مقياس موس هو 3.5.

## نبذة
تمت صياغة مصطلح أكومينيت من الكلمة اللاتينية أكومينيس، والتي تعني النقطة الحادة، أو رأس الرمح، للإشارة إلى الشكل المميز للبلورات في المعدن. وهو ملح مركب من الألومنيوم. وجد في رواسب الكريوليت في جرينلاند.